# Desmidium longatum
Desmidium longatum là một loài Song tinh tảo trong họ Desmidiaceae, thuộc chi Desmidium.